# Best of Mucc
BEST OF MUCC släpptes den sjätte juni 2007 och är ett samlingsalbum av det japanska rockbandet MUCC. Albumet innehåller originalversioner och nyinspelningar av några av bandets populäraste låtar, huvudsakligen från perioden 2003 till 2007. En begränsad utgåva släpptes också, innehållande en bonus-CD med nyversioner av äldre låtar. BEST OF MUCC släpptes samtidigt som bandets andra samlingsalbum WORST OF MUCC för att fira deras tioårsjubileum.

## Låtlista

### CD 1
Speltid: 1 timme, 13 minuter och 2 sekunder
1. "Utagoe" (謡声(ウタゴエ)) – från albumet Gokusai
2. "Ryuusei" (流星) – från albumet Gokusai
3. "Saishuu ressha" (最終列車) – från albumet Houyoku
4. "Kokoro no nai Machi" (ココロノナイマチ) – från albumet Houyoku
5. "Gerbera" (ガーベラ) – från albumet Gokusai
6. "Waga, arubeki Basho" (我、在ルベキ場所) – originalversion på albumet Zekuu
7. "Ame no Orchestra" (雨のオーケストラ) – från albumet Houyoku
8. "Monochrome no Keshiki" (モノクロの景色) – originalversion på albumet Kuchiki no Tou
9. "Rojiura Boku to Kimi he" (路地裏　僕と君へ) – från albumet Kuchiki no Tou
10. "Namonaki yume" (名も無き夢) – från albumet Kuchiki no Tou
11. "Horizont" (ホリゾント) – från albumet Gokusai
12. "Libra Best Hold It Remix" (リブラ Best Hold It Remix) – originalversion på singeln Libra
13. "9gatsu 3ka no Kokuin" (9月3日の刻印) – från albumet Zekuu
14. "Yuubeni" (夕紅) – från albumet 6
15. "Yasashii uta" (優しい歌) – från albumet Gokusai
16. "Flight Best Hold It Ver." (フライト Best Hold It Ver.) – originalversion på singeln Flight

### CD 2
Speltid: 25 minuter och 11 sekunder. Endast med den begränsade utgåvan
1. "Kokonoka Yojouhan Ver." (九日　四畳半 Ver.) – originalversion på albumet Antique
2. "Suna no Shiro 1st Nishi-shinjuku Ver." (砂の城　1st西新宿 Ver.) – från albumet Tsuuzetsu
3. "Tsuki no Sakyuu Unplugged" (月の砂丘　Unplugged) – originalversion på singeln Kokoro no nai Machi
4. "Yume no Machi" (夢の街) – från albumet Houmura uta
5. "Aoki haru Worst Hold It Ver." (青き春　Worst Hold It Ver.) – originalversion på albumet Zekuu
6. "Saishuu ressha Acoustic in Shinjuku yagai" (最終列車　Acoustic in　新宿野外) – originalversion på albumet Houyoku